# Barthold Hufvudskått
Bertil ”Barthold” Jakobsson Hufvuskått, född 1615 i Hasslösa församling, Västergötland, död augusti 1656 i Warszawa, var en svensk adelsman och militär.

## Biografi
Barthold Jakobsson tog som tonåring värvning som ryttare vid Västgöta regemente år 1630 och blev fem år senare förare där. Han befordrades till korpral 1640, kornett 1641, löjtnant 1644 och slutligen ryttmästare 1648. Den 22 december 1647 adlades han av drottning Kristina med namnet Hufvudskått och introducerades senare med nummer 415 bland de adliga år 1649. Hufvudskått blev genom åren skadat flera gånger i strid. Det adliga namnet och vapnet har sitt ursprung från den gång då han blev skjuten med en muskötkula genom högra kindbenet nedanför ögat. Hufvudskått stupade 1656 i samband med tredagarsslaget vid Warszawa.

## Familj
Barthold Hufvudskått var gift med Margareta Regertin. De fick fyra döttrar och fyra söner. Den äldsta dottern, Ursilla, var gift med ryttmästare Per Nilsson Hammardahl, adlad Hammarhjelm.